# All-Star Game LNB 1996
Le All-Star Game LNB 1996 est la 10e édition du All-Star Game LNB. Il s’est déroulé le 5 avril 1996 à Astroballe de Villeurbanne. L’équipe des All-Stars Français a battu l’équipe des All-Stars Étrangers (134-127). Tony White a été élu MVP du match. La rencontre est diffusée sur Eurosport.

## Joueurs

### All-Stars Français
| Position    | Joueur             | Équipe     |
| ----------- | ------------------ | ---------- |
| Meneur      | Frédéric Forte     | Limoges    |
| Ailier      | Didier Gadou       | Pau-Orthez |
| Ailier      | Yann Bonato        | Limoges    |
| Ailier fort | Jim Bilba          | ASVEL      |
| Ailier fort | Stéphane Ostrowski | Cholet     |

| Position    | Joueur            | Équipe     |
| ----------- | ----------------- | ---------- |
| Meneur      | Moustapha Sonko   | Levallois  |
| Arrière     | Alain Digbeu      | ASVEL      |
| Ailier      | Stéphane Risacher | PSG Racing |
| Ailier fort | Fabien Dubos      | Pau-Orthez |
| Pivot       | Ronnie Smith      | ASVEL      |

- Entraîneur : Michel Gomez (Pau-Orthez) assisté de Philippe Hervé (Chalon-sur-Saône)

### All-Stars Étrangers
| Position    | Joueur                 | Équipe              |
| ----------- | ---------------------- | ------------------- |
| Meneur      | Delaney Rudd           | ASVEL               |
| Meneur      | Larry Middleton        | Limoges             |
| Arrière     | Micheal Ray Richardson | Olympique d'Antibes |
| Ailier fort | Stephen Howard         | PSG Racing          |
| Pivot       | Keith Hill             | Pau-Orthez          |

| Position    | Joueur        | Équipe              |
| ----------- | ------------- | ------------------- |
| Arrière     | Tony White    | Olympique d'Antibes |
| Ailier      | Todd Mitchell | Montpellier         |
| Ailier      | Brian Howard  | ASVEL               |
| Ailier fort | Derrick Lewis | Nancy               |
| Pivot       | Paul Fortier  | Le Mans             |

- Entraîneur : Jean-Michel Sénégal (Limoges) assisté de Jean-Louis Borg (Hyères Toulon)

## Concours
Concours de tirs à 3 points :
- Christophe Lion (Lyon-Villeurbanne)

Concours de dunks :
- Alain Digbeu (Lyon-Villeurbanne) bat George Gilmore (Montpellier) en finale. Keith Hill (Pau-Orthez) et Jean-Marc Kraidy (Évreux) sont éliminés au premier tour.